# 玉川村駅
玉川村駅（たまがわむらえき）は、茨城県常陸大宮市東野（とうの）にある東日本旅客鉄道（JR東日本）水郡線の駅である。
駅名はかつて属していた那珂郡玉川村に由来する。

## 歴史
- 1922年（大正11年）12月10日：鉄道省（のちの日本国有鉄道）の駅として開業[2]。
- 1970年（昭和45年）10月1日：貨物扱い廃止[2]。
- 1983年（昭和58年）6月1日：荷物扱い廃止[3]。水郡線CTC化により無人化[4]。行き違い設備は存続し、駅舎内で地方公共団体に乗車券発売を委託した簡易委託駅となる。
- 1987年（昭和62年）4月1日：国鉄分割民営化により、JR東日本の駅となる[2]。
- 1995年（平成7年）10月：合築駅舎への改築工事に着手[5][6]。
- 1996年（平成8年）
  - 3月4日：改築部分のうち、駅事務室・待合所の使用を開始[6]。
  - 4月26日：新駅舎が完成し、コミュニティ施設の供用を開始[6]。

## 駅構造
相対式ホーム2面2線を有する地上駅。互いのホームは跨線橋で連絡している。駅舎のない方のホームには屋根、壁付きのベンチがある。保線機器用の側線がある。
水郡線統括センター（常陸大子駅）管理の簡易委託駅。駅舎は1996年に改築された木造平屋建てで、「玉川村駅交流センター」が併設された合築駅舎である。駅舎内に図書室があり、無料で利用できる。

### のりば

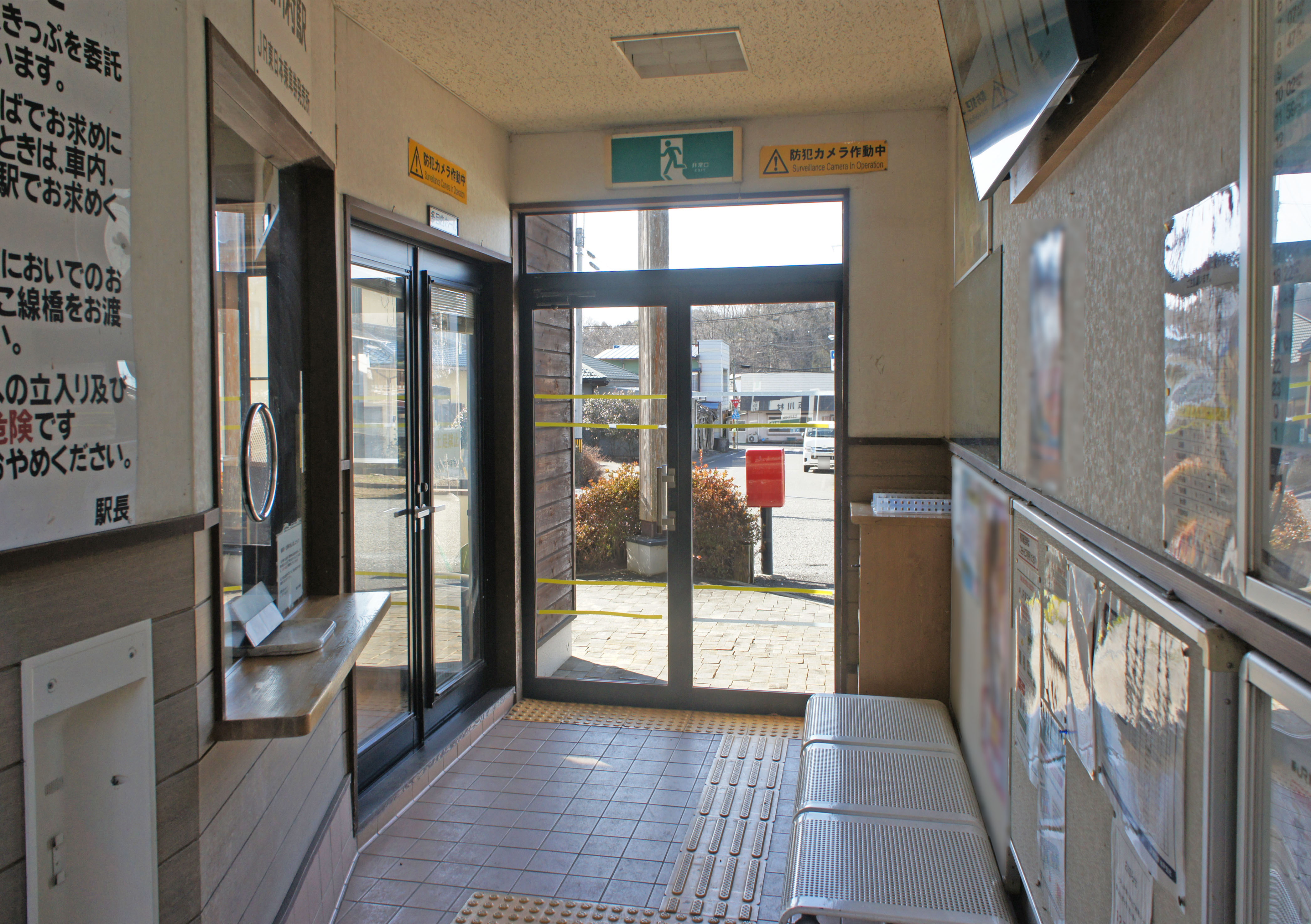
コンコース（2022年2月）
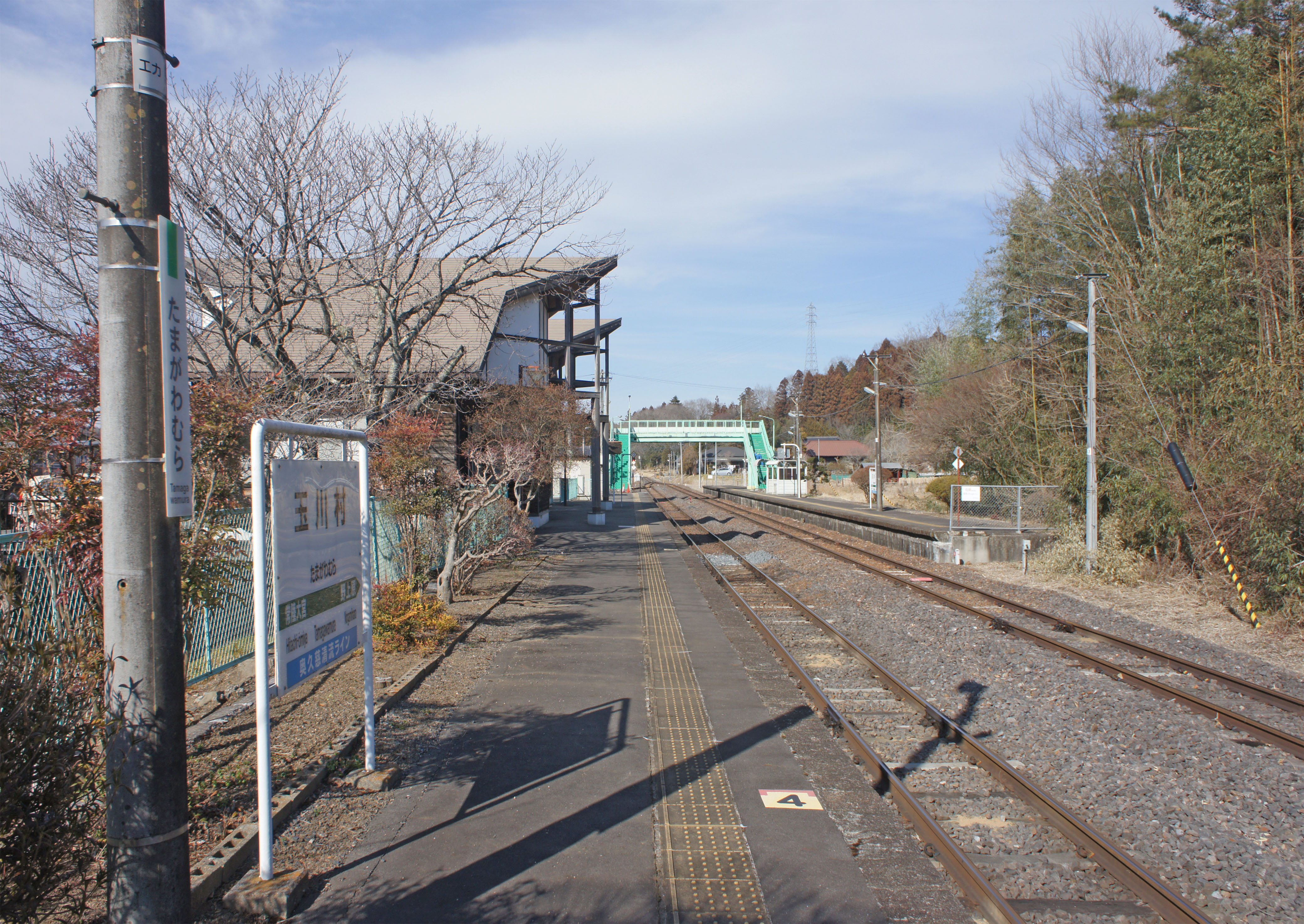
ホーム（2022年2月）

| ホーム | 路線    | 方向 | 行先               |
| ------ | ------- | ---- | ------------------ |
| 駅舎側 | ■水郡線 | 下り | 常陸大子・郡山方面 |
| 反対側 | ■水郡線 | 上り | 水戸方面           |

（出典：JR東日本:駅構内図）
- 案内上のホーム番号は設定されていない。

- コンコース（2022年2月）
- ホーム（2022年2月）

## 利用状況
JR東日本によると、2023年度（令和5年度）の1日平均乗車人員は160人である。
2000年度（平成12年度）以降の推移は以下のとおりである。
| 乗車人員推移       | 乗車人員推移     | 乗車人員推移    |
| 年度               | 1日平均 乗車人員 | 出典            |
| ------------------ | ---------------- | --------------- |
| 2001年（平成13年） | 283              | [ 利用客数 2 ]  |
| 2002年（平成14年） | 274              | [ 利用客数 3 ]  |
| 2003年（平成15年） | 280              | [ 利用客数 4 ]  |
| 2004年（平成16年） | 283              | [ 利用客数 5 ]  |
| 2005年（平成17年） | 272              | [ 利用客数 6 ]  |
| 2006年（平成18年） | 275              | [ 利用客数 7 ]  |
| 2007年（平成19年） | 246              | [ 利用客数 8 ]  |
| 2008年（平成20年） | 239              | [ 利用客数 9 ]  |
| 2009年（平成21年） | 236              | [ 利用客数 10 ] |
| 2010年（平成22年） | 229              | [ 利用客数 11 ] |
| 2011年（平成23年） | 216              | [ 利用客数 12 ] |
| 2012年（平成24年） | 212              | [ 利用客数 13 ] |
| 2013年（平成25年） | 213              | [ 利用客数 14 ] |
| 2014年（平成26年） | 201              | [ 利用客数 15 ] |
| 2015年（平成27年） | 195              | [ 利用客数 16 ] |
| 2016年（平成28年） | 177              | [ 利用客数 17 ] |
| 2017年（平成29年） | 164              | [ 利用客数 18 ] |
| 2018年（平成30年） | 172              | [ 利用客数 19 ] |
| 2019年（令和元年） | 155              | [ 利用客数 20 ] |
| 2020年（令和02年） | 143              | [ 利用客数 21 ] |
| 2021年（令和03年） | 141              | [ 利用客数 22 ] |
| 2022年（令和04年） | 148              | [ 利用客数 23 ] |
| 2023年（令和05年） | 160              | [ 利用客数 1 ]  |

## 駅周辺
- 茨城県道319号玉川村停車場線 - 駅前のわずか48mの県道。
- 茨城県道102号長沢水戸線
- 大宮玉川郵便局
- 常陸大宮市立大宮北小学校
- 国道293号

## バス路線
駅名は「玉川村駅」であるが、バス停は「玉川駅前」となる。2019年10月までは常陸大宮市市民バスも運行されていた。
- 茨城交通[7]（大宮営業所）
  - 高部車庫行 / 大宮駅前行
  - 小瀬十文字行

## その他
- 関東の駅百選に選定されている。

## 隣の駅
東日本旅客鉄道（JR東日本）
■水郡線
常陸大宮駅 - 玉川村駅 - 野上原駅

### 記事本文
1. 1 2 3  『週刊 JR全駅・全車両基地』 42号 水戸駅・常陸太田駅・高萩駅ほか74駅、朝日新聞出版〈週刊朝日百科〉、2013年6月9日、25頁。
2. 1 2 3 4  石野哲（編）『停車場変遷大事典 国鉄・JR編 Ⅱ』（初版）JTB、1998年10月1日、440頁。ISBN 978-4-533-02980-6。
3. ↑  “日本国有鉄道公示第35号”. 官報 (16896). (1983年6月1日)
4. ↑  “「通報」●水郡線常陸青柳駅ほか13駅の駅員無配置について（旅客局）”. 鉄道公報 (日本国有鉄道総裁室文書課):  p. 2. (1983年6月1日)
5. ↑  “玉川村駅の合築化着手”. 交通新聞 (交通新聞社):  p. 3. (1995年10月30日)
6. 1 2 3 4  “木の香り漂う合築駅舎完成 JR水戸支社水郡線玉川村駅”. 交通新聞 (交通新聞社):  p. 3. (1996年5月7日)
7. ↑  玉川駅前 行先選択 時刻表 | 茨城交通 茨城交通 2020年1月11日閲覧

### 利用状況
1. 1 2  “各駅の乗車人員（2023年度）”.   東日本旅客鉄道. 2024年7月21日閲覧。
2. ↑  “各駅の乗車人員（2001年度）”.   東日本旅客鉄道. 2019年3月1日閲覧。
3. ↑  “各駅の乗車人員（2002年度）”.   東日本旅客鉄道. 2019年3月1日閲覧。
4. ↑  “各駅の乗車人員（2003年度）”.   東日本旅客鉄道. 2019年3月1日閲覧。
5. ↑  “各駅の乗車人員（2004年度）”.   東日本旅客鉄道. 2019年3月1日閲覧。
6. ↑  “各駅の乗車人員（2005年度）”.   東日本旅客鉄道. 2019年3月1日閲覧。
7. ↑  “各駅の乗車人員（2006年度）”.   東日本旅客鉄道. 2019年3月1日閲覧。
8. ↑  “各駅の乗車人員（2007年度）”.   東日本旅客鉄道. 2019年3月1日閲覧。
9. ↑  “各駅の乗車人員（2008年度）”.   東日本旅客鉄道. 2019年3月1日閲覧。
10. ↑  “各駅の乗車人員（2009年度）”.   東日本旅客鉄道. 2019年3月1日閲覧。
11. ↑  “各駅の乗車人員（2010年度）”.   東日本旅客鉄道. 2019年3月1日閲覧。
12. ↑  “各駅の乗車人員（2011年度）”.   東日本旅客鉄道. 2019年3月1日閲覧。
13. ↑  “各駅の乗車人員（2012年度）”.   東日本旅客鉄道. 2019年3月1日閲覧。
14. ↑  “各駅の乗車人員（2013年度）”.   東日本旅客鉄道. 2019年3月1日閲覧。
15. ↑  “各駅の乗車人員（2014年度）”.   東日本旅客鉄道. 2019年3月1日閲覧。
16. ↑  “各駅の乗車人員（2015年度）”.   東日本旅客鉄道. 2019年3月1日閲覧。
17. ↑  “各駅の乗車人員（2016年度）”.   東日本旅客鉄道. 2019年3月1日閲覧。
18. ↑  “各駅の乗車人員（2017年度）”.   東日本旅客鉄道. 2019年3月1日閲覧。
19. ↑  “各駅の乗車人員（2018年度）”.   東日本旅客鉄道. 2019年7月21日閲覧。
20. ↑  “各駅の乗車人員（2019年度）”.   東日本旅客鉄道. 2020年7月16日閲覧。
21. ↑  “各駅の乗車人員（2020年度）”.   東日本旅客鉄道. 2021年7月28日閲覧。
22. ↑  “各駅の乗車人員（2021年度）”.   東日本旅客鉄道. 2022年8月2日閲覧。
23. ↑  “各駅の乗車人員（2022年度）”.   東日本旅客鉄道. 2023年7月10日閲覧。